# Grammodes oculicola
Grammodes oculicola là một loài bướm đêm trong họ Erebidae.